# Бэйкон, Стиви
Стиви Бэйкон (англ. Steevi Bacon) — музыкант из Великобритании. Он является основателем и барабанщиком британской пауэр-поп-рок-группы Cats in Space, основаной в мае 2015 года гитаристом Грегом Хартом и их партнёром по написанию песен Миком Уилсоном из британского феномена 70-х 10cc.

## Биография
В настоящее время гастролирует с CATS in SPACE. Бэйкон участвовал в записи всех альбомов группы, а также он является соавтором нескольких песен.

### Обучающая студия "Drumshack"
Основанный недалеко от Лондона со здоровой школой увлечённых, улыбчивых барабанщиков всех возрастов, Стиви преподаёт индивидуально в своей частной студии обучения игре на барабанах и занимается этим уже много лет. Стиви специализируется на обучении опытных барабанщиков от полупрофессионала до профессионала, которые немного сбиты с толку неизбежным синдромом "что дальше?" (обычно возникает у пожилых музыкантов). Помимо обучения абсолютных новичков, Стиви также находит время для успешного обучения студентов с трудностями в обучении/ограниченными возможностями. Стиви говорит о "Drumshack" так:"Здесь, в Drumshack, я могу впечатляюще помочь улучшить ваш неполный профиль барабанщика, например, хват палки и технику, позу, хронометраж, технику ног/педалей и, конечно же, эти надоедливые рудименты, открывая множество новых стилей, наборов навыков и цветовых решений способностей. Приветствуются читающие и нечитающие барабанщики, все стили, жанры, от новичка до профессионала, каждый может играть на барабанах, если его научат — насколько хорошо вы научитесь, зависит от приверженности практике и осознания необходимости терпения, стойкости и самомотивации".

### Heaven & Earth
После завершения предварительного производства в Chapel Studios, Lincs, Великобритания, под бдительным присмотром сопродюсера Дона Эйри (из Deep Purple), последний проект Стиви с рок-группой Heaven & Earth привёл его и его группу в Mountain Studios, Монтре, Швейцария. В основном для записи промо-альбома с продюсером мирового класса Дэвидом Ричардсом (Queen, Боуи, Игги Поп, Майкл Джексон, Duran Duran, Крис Ри, Deep Purple, Фил Коллинз и т.д.). Гранж только что взорвался на земле, так что, вероятно, неподходящее время для подобных глупостей! Однако это был один из самых запоминающихся музыкальных опытов Стиви в жизни.
Во время записи в Монтре в течение целого месяца, барабаны Стиви всё ещё были подключены к микрофону и грелись, Брайан Мэй лично попросил его записать несколько новых треков для последнего сольного альбома Брайана, который в конечном итоге будет называться "Another World" (1998). Однако "Swiss Time" закончилось из-за постоянной приверженности Дэвида Ричардса проекту Heaven & Earth. К счастью, это остановило процесс, позволив покойной легенде барабанов Кози Пауэллу закончить то, что он начал. Стиви завершил множество незарегистрированных сессий для Ричардса.

### The King
Стиви говорил:"Очень умная концепция отдать дань уважения "умершим рок-звёздам", исполнив их большие хиты в образе Элвиса Пресли. То есть композиции Фила Лайнотта из Thin Lizzy — "Whisky in the Jar", Стиви Рэя Вона — "The House is a Rockin'", Марка Болана — "20th Century Boy" и т.д... улавливаете суть? The King, возможно, величайший в мире исполнитель, похожий на Элвиса!!! Настолько, что он гастролировал по миру как "The King" с выдающейся бэк-группой, от Великобритании до Вегаса, Австралии и за её пределами!".
Ричард Уаттс и Стиви вылетели в Германию вместе с доктором медицинских наук Китом Атаком, чтобы выступить на барабанах и бас-гитаре на знаменитом фестивале под открытым небом the Kieler Woche в Киле (недалеко от Гамбурга) для немецкого идола, подписанного EMI (The King), всемирно известного своей песней "Come as You Are", кавер-версия хита Nirvana с его культового альбома "Gravelands", его аудитория в эти выходные достигла более 90 000 человек. Стиви отыграл ещё несколько концертов с этими ребятами, прежде чем выдающийся фронтмен Джеймс Браун в роли Элвиса покинул группу два года спустя, чтобы заняться новыми проектами...

### Стиви и Терри Боззио
В 1999 году Терри Боззио запланировал мировое турне с двумя огромными пользовательскими установками. Один построен исключительно для США и Тихоокеанского региона, а другой — для Восточной/Западной Европы. Стиви попросили позаботиться о звуковых обязанностях, подключить микрофон и смикшировать европейскую установку DW monster для британской клиники Терри недалеко от Лондона в Empire Theatre в местечке под названием Саутенд-он-Си. "Для меня было большой честью, когда меня попросили смикшировать "mega-kit" легенды ударных Терри Боззио в воскресенье, 27 сентября 1999 года, в Empire Theatre", — говорил Стиви.

### Робин Трауэр
Из многих сессий записи, проведённых Стиви, одной из самых любимых была работа над альбомом легендарного гитариста Великобритании и США Робина Трауэра (из Procol Harum) "Go My Way" (Aezra Records), который в настоящее время пользуется успехом во всём мире. Стиви также появлялся на альбоме Робина "Another Days Blues" (V12 Records) с бэк-вокалистом Jamiroquai Хейзел Фернандес в качестве приглашённого ведущего вокалиста.
Стиви также работал с нынешним вокалистом Трауэра Ричардом Уаттсом над альбомом "Radiate", в котором на всех инструментах играет только он сам (и Стиви на барабанах).

### Кристофер и Джулс Холланд
В декабре 2007 года Стиви взял на себя обязанности барабанщика в группе Криса Холланда на разогреве у Джулса и его Rhythm and Blues Orchestra. Стиви об этом сказал:"было замечательно наконец-то встретиться с Джулсом, Лулу, группой Руби Тёрнер и, конечно же, легендарным барабанщиком Squeeze Гилсоном Лэвисом!"

### Джейни Бомбшелл
Стиви говорил:"Джейни Бомбшелл (Janey Bombshell) — настоящая красавица, а также "глэм-тастическая" (слияние слов "фантастическая" и "глэм", жанр музыки) вокалистка из Великобритании, и, с её любовью к 70-м годам, Джейни только что выпустила свой дебютный альбом "Rocka-Roll-Around", содержащий несколько замечательных мелодий глэм-рока, а также несколько задумчивых баллад. Этот альбом в одиночку отправит вас в путешествие назад, в те времена, когда аналоговая музыка имела значение. Играла полностью вживую с крутой рок-группой в придачу!" Стиви играл на барабанах и перкуссии для альбома, был соавтором песни "Last Night on Earth", и его также пригласили выступить на некоторых концертах.

### TasteXperience
На протяжении многих лет Стиви регулярно работал с TasteXperience!,  фабрикой музыки "trance electronica",  которая делала ремиксы и сама была ремикширована такими артистами, как Пол Окенфолд, Dario G, Толл Пол и Роджер Санчес, а также которая написала множество собственных успешных релизов гимнов для танцполов по всему миру.
"Beyond the Horizon" — первый сольный альбом группы, в котором представлены такие песни, как "Magic Tribe" и "Soul Good", в которых представлены вокальные таланты Саши из Be As One и вокалистки Роберта Майлза Марии Нэйлер. С тех пор ребята выпустили серию альбомов, регулярно используя барабанные грувы Бэйкона и перкуссионные ритмы, чтобы создать живую атмосферу во всём.

## Сотрудничества
Ниже приведён список групп и артистов, с которыми сотрудничал Стиви Бэйкон.

| - Джо Страммер — The Clash - Робин Трауэр — Procol Harum - Кристофер и Джулс Холланд - Деон Эстус — Джордж Майкл и Wham! - Дон Эйри — Rainbow, Оззи Осборн, Брайан Адамс, Deep Purple - Дэйв Бронз (Эрик Клэптон, Трауэр, Том Джонс) - Дэнни Боуз — Thunder - Chris Childs — Thunder - Мик Уилсон — 10cc, Jeff Lynn's ELO, The Frontm3n - The King (Джеймс Браун) - B. J. Cole (Элтон Джон, The Verve, Марк Болан, The Walker Brothers) - Майкл Кассуэлл — The Brian May Band - Хейзел Фернандес — Jamiroquai | - Джек Бёрчвуд — Эд Ширан, Эмиль Санде, Терри Холл - Мария Нэйлер — Роберт Майлз, Sasha, Tastexperience - Терри Льюис — Mamas Gun - Мэтт Митчелл — Furyon, Matt Mitchell & The Coldhearts - Элисон Дэвид — Red Snapper - Кит Атак — Child, The King, Бонни Тайлер, Джон Парр - Ричард Уаттс — Робин Трауэр - Бен Пул — The Ben Poole Band - TasteXperience (Пол Окенфолд, Грег Джеймс, Пит Тонг) - Харви Бейнбридж — Hawkwind, Hawklords - Робин Скотт — Кэт Стивенс, The Waterboys, The Saw Doctors - Лора Вэйн — Gnarls Barkley, The Streets - Крисси Роудс — The Shires |

## Дискография

### Вместе с Cats in Space
- Too Many Gods (2015, Harmony Factory)
- Scarecrow (2017, Harmony Factory, Бэйкон был соавтором "Timebomb")
- Cats Alive! (2018, Harmony Factory)
- Day Trip to Narnia (2019, Harmony Factory, Бэйкон был соавтором "Chasing Diamonds")
- My Kind of Christmas (2019, Harmony Factory, Бэйкон был соавтором "My Kind of Christmas")
- Atlantis (2020, Harmony Factory, Бэйкон был соавтором "Spaceship Superstar", "Sunday Best" и "Atlantis")
- Diamonds — The Best of Cats in Space (2021, Harmony Factory)
- Kickstart the Sun (2022, Harmony Factory, Бэйкон был соавтором "King of Stars", "Teenage Millionaires", "Hero" и "Bootleg Bandoleros")

### Вместе с Робином Трауэром
- Go My Way (2000, Aezra Records)
- Another Day's Blues (2005, V12 Records)

### Вместе с Ричардом Уаттсом
- Radiate (2002)

### Как гость
- Janey Bombshell — Rocka-Roll-Around (2013, Бэйкон был соавтором "Last Night on Earth")
- Tastexperience — Celestrial Dreams (2007, TX Recordings, вместе с Марией Нэйлер)